# Hörsalen

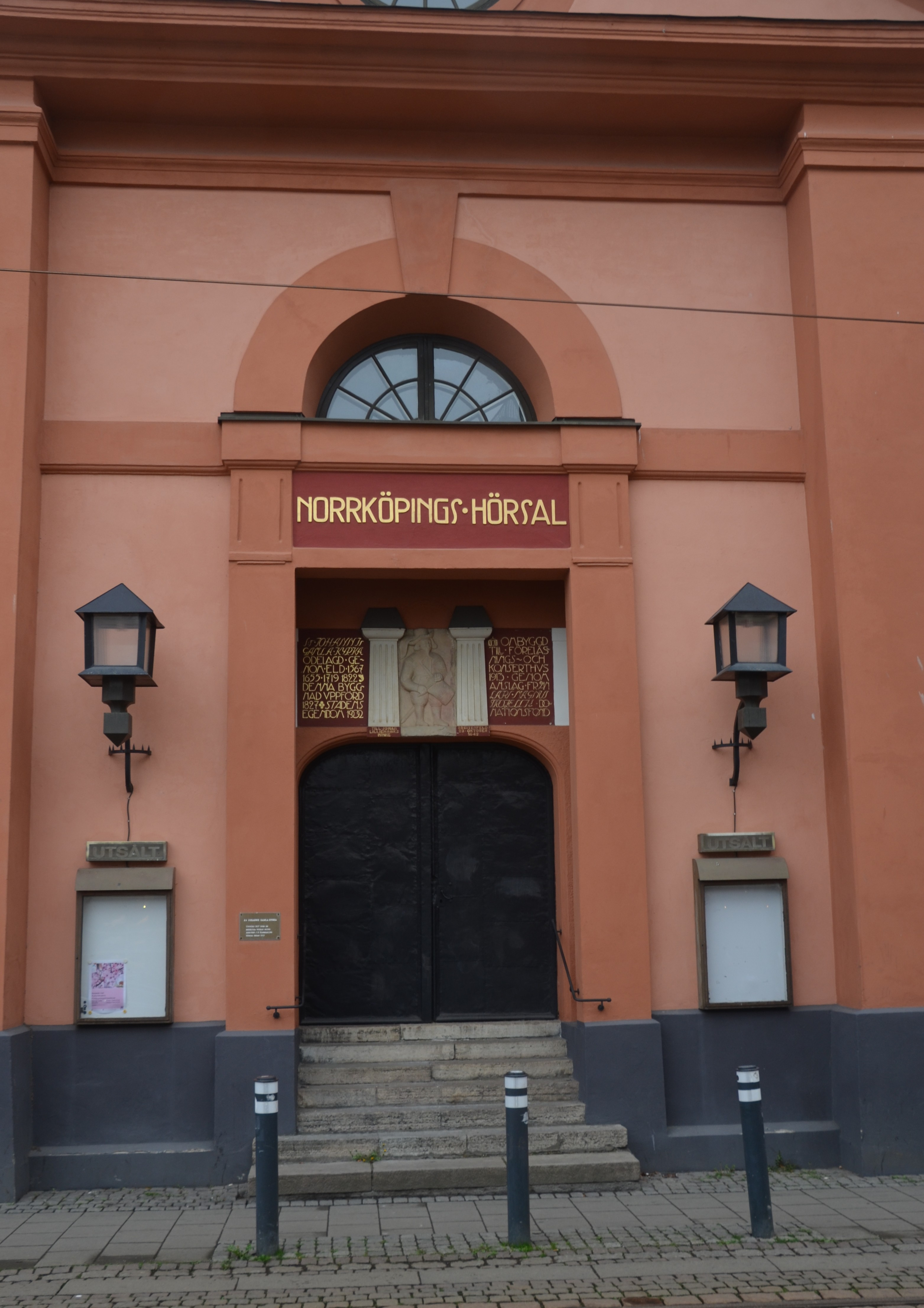
Ingång från Drottninggatan

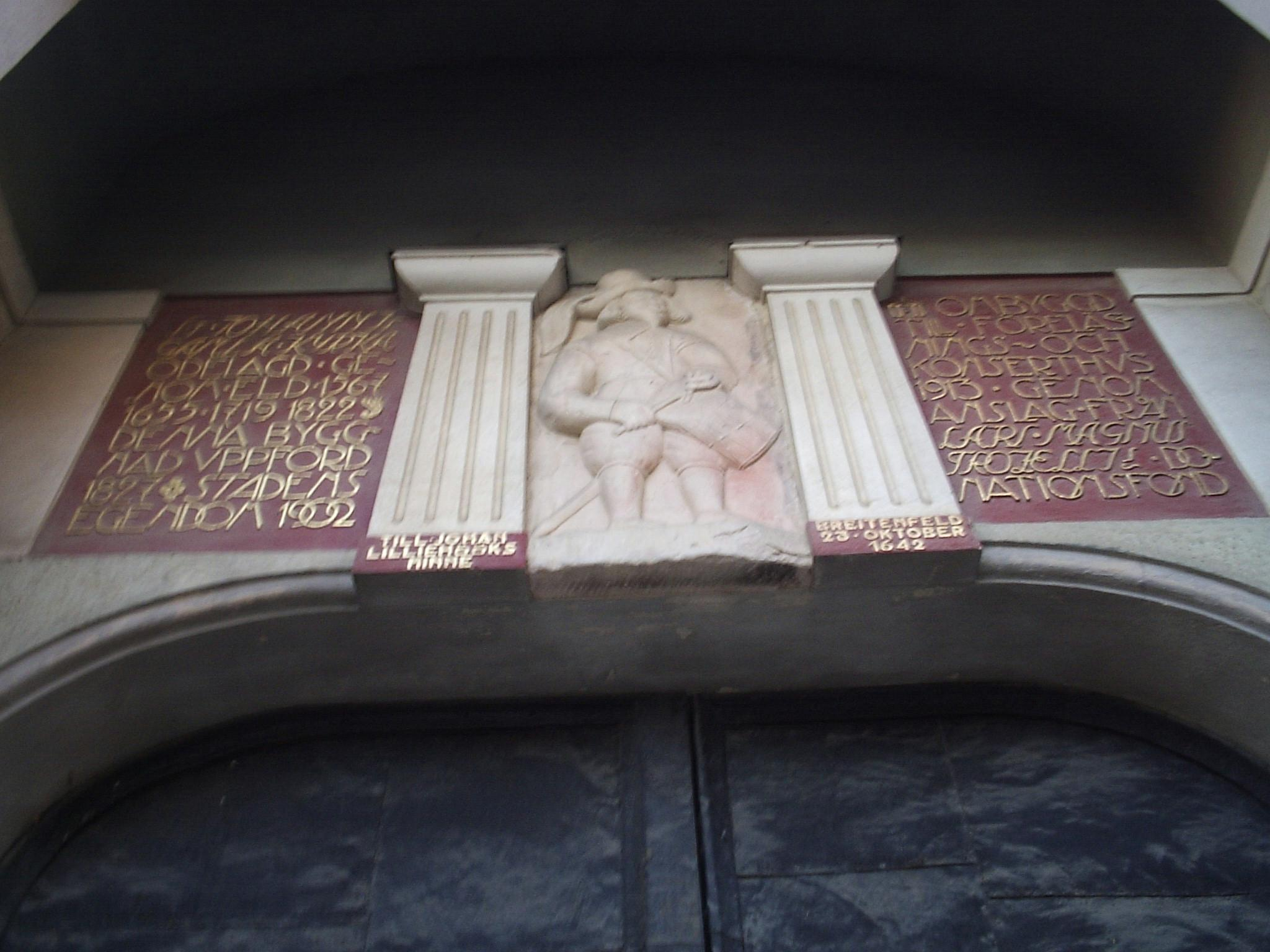
Minnesportal över Johan Lilliehöök ovanför ingången vid Drottninggatan.

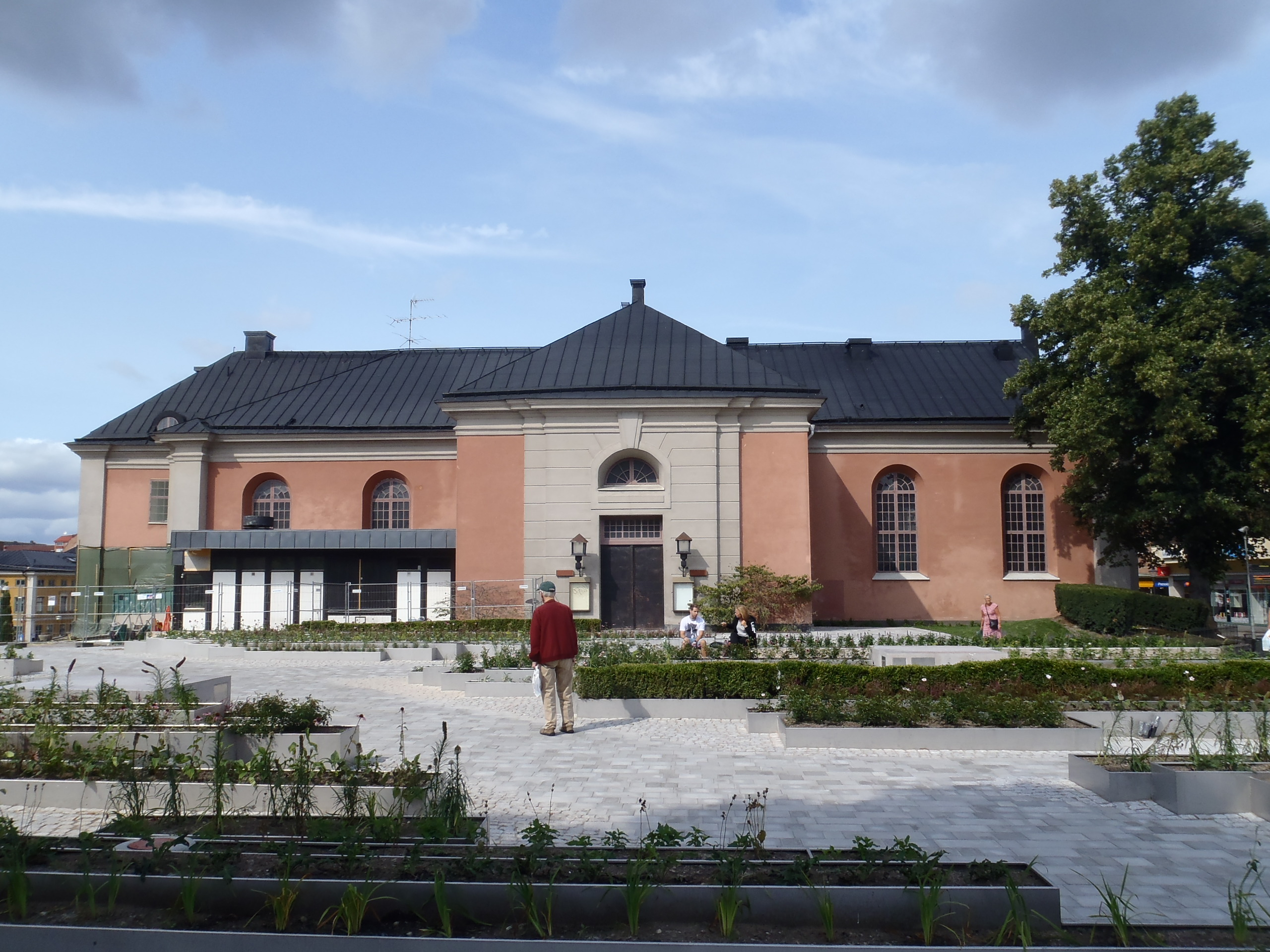
Hörsalsparken 2013.

Hörsalen är en byggnad i Norrköping.
Hörsalen var från början en korskyrka, som ritades av stadsarkitekten Johan Erik Hammarling och uppfördes år 1827. Den var i sin tur en uppföljare, i stort sett som sin föregångare, av en kyrka som ritats av Jacob Wulff och uppförts 1787–1789 på en gammal kyrkplats med ursprung från 1100-talet. Denna kyrka, Sankt Johannes gamla kyrka, hade brunnit på 1820-talet.
Sankt Johannes församling sålde fastigheten till Norrköpings stad 1902 och uppförde i stället Sankt Johannes kyrka vid Hagebygatan, varefter den tidigare kyrkolokalen byggdes om 1913 efter ritningar av Carl Bergsten, och med anslag från Lars Magnus Trozellis donationsfond, för att bli konserthuset Hörsalen. Hörsalsparken anlades samtidigt på den tidigare kyrkogården i kvarteret Landskyrkan. Hörsalens huvudentré är i söder från Hörsalsparken.
Hörsalen var bland annat lokal för Norrköpings symfoniorkester från 1913 till 1994, då orkestern flyttade till den nybyggda konsertanläggningen Louis De Geer. Hörsalen restaurerades 1972 efter ritningar av Hans Gade, inkluderande en provisorisk tillbyggnad.
Under hösten 2013 beslutade Norrköpings kommun att renovera Hörsalen, då den blivit hårt sliten. Arbetet beräknades vara klart under våren 2017. Den omfattande invändiga renoveringen till en kostnad på 40 miljoner kronor påbörjades 2015 och var klar två år senare. Byggnaden gjordes samtidigt mer tillgänglig.
Hörsalen och Hörsalsparken är byggnadsminnen sedan 1978.

## Orgel
I den tidigare kyrkan fanns ett gammalt positiv som nu är borta (1773).